# New Minas
New Minas ist eine Ortschaft in Nova Scotia, Kanada. Zusammen mit anderen nahen Städten wie Kentville und Wolfville, leben in der Region über 30.000 Personen.

## Geschichte
Vor der Besiedelung der Region durch die Europäer wurde sie von Mi’kmaq Indianern bewohnt. Im Jahr 1604 segelte Samuel de Champlain von Port Royal aus Richtung Nordosten der Bay of Fundy in das Minas Basin. An der Küste des Cape D’Ore fanden sie Kupfer und andere Halbedelsteine. Mit der Absicht wiederzukehren und mit dem Abbau der Vorkommen zu beginnen, nannten sie die Region „les mines“. Anfangs siedelten sich Akadier am Südufer des Cornwallis River an, welche Deiche bauten, um Farmland dem Fluss und dem nahe gelegenen Meer abzugewinnen. 1713 im Frieden von Utrecht wurde das Gebiet Teil von Horton. Nach der Deportation der Akadier durch die Briten im Jahr 1755 lag die Gegend um New Minas brach. Erst als einige Jahrzehnte später Farmer aus den Neuengland-Staaten sich niederließen, lebte die Ortschaft wieder auf. Während der Amerikanischen Revolution kamen auch noch Loyalisten als neue Siedler hinzu.

## Wirtschaft
Vor dem Bau des Nova Scotia Highway 101 in den 1970er Jahren prägte die Landwirtschaft die Gegend um New Minas. Durch die günstige Lage der Ortschaft, zwischen den Städten Kentville und Wolfville, haben sich mehrere Einkaufszentren, Warenhäuser und „Fast Food“ Ketten niedergelassen. Auch einige weiterverarbeitende Betriebe der Lebensmittel- und Landwirtschaft tragen zur Beschäftigung der Bevölkerung bei. New Minas ist ebenfalls an das Schienennetz der Windsor and Hantsport Railway angeschlossen.